# セレベスブッポウソウ
セレベスブッポウソウ (Coracias temminckii)は、ブッポウソウ目ブッポウソウ科に分類される鳥類の一種。